# Ahmed Jahouh
 (octobre 2016).
Si vous disposez d'ouvrages ou d'articles de référence ou si vous connaissez des sites web de qualité traitant du thème abordé ici, merci de compléter l'article en donnant les références utiles à sa vérifiabilité et en les liant à la section « Notes et références ».
Ahmed Jahouh (né le 31 juillet 1988) est un footballeur international marocain évoluant au poste de milieu de terrain au FC Goa.

## Biographie
Formé à l'Ittihad Khémisset, il intègre l'équipe A en 2006 avec des milieux de terrain très performants comme Mohamed Chihani et Said Hammouni. Il quitte le club de l'Ittihad Khémisset pour le Moghreb de Tétouan en 2010.
Lors de la saison 2011/2012, il remporte le premier titre de sa carrière professionnelle, il s'agit du Championnat du Maroc de football, gagné par le Moghreb de Tétouan.Remporte encore une fois  le Championnat du Maroc de football dans la saison 2013/2014 avec le Moghreb de Tétouan.
En 2015, il rejoint Le Raja Club Athletic après un parcours exceptionnel au Moghreb de Tétouan, l'expérience avec le Raja n'était pas parfaitement réussi donc il quitte le club puis il fut transféré par Oualid Regraghi vers le FUS de Rabat, il joué de façon régulière en tant que titulaire avant qu'il ne soit prêté au club indien de FC Goa et fut un des premiers joueurs marocain à rejoindre le Championnat d'Inde de football. Ce club là créé juste en 2014, fut l'une des plus riches équipes en Inde son entraîneur était le Brésilien Zico mais ce dernier a été remplacé par l'ancien entraîneur du Moghreb de Tétouan l'Espagnol Sergio Lobera et c'est lui qui demande le transfert d'Ahmed Jahouh.

## Sélection nationale
Il rejoint l'équipe du Maroc de football en 2012 pour prendre part à la Coupe arabe des nations.
Cette compétition est remportée par la sélection marocaine après une finale contre la Libye, au bout d'une rencontre très disputée qui se termine sur le score de 1-1. Les deux équipes prennent part à la séance de tirs au but qui départage les deux équipes et offre le titre aux Lions de l'Atlas.
1. 23/06/2012 Bahrain - Maroc Jeddah 0 - 4 Coupe Arabes
2. 26/06/2012 Libye - Maroc Jeddah 0 - 0 Coupe Arabes
3. 29/06/2012 Yemen - Maroc Jeddah 0 - 4 Coupe Arabes
4. 03/07/2012 Irak - Maroc Jeddah 1 - 2 ½ Finale Coupe Arabes
5. 06/07/2012 Libye - Maroc Jeddah 1 - 1 (1 - 3) Finale Coupe Arabes
6. 11/10/2013 Maroc - Afrique du sud Agadir 1 - 1 Amical

## Palmarès
Moghreb de Tétouan
- Championnat du Maroc
  - Champion en 2012
  - Champion en 2014

 Maroc
- Coupe arabe des nations
  - Vainqueur en 2012

### Individuel
- Élu meilleur milieu de terrain de la Coupe arabe des nations 2012